# Коморовские
Коморовские — польские графские и дворянские роды разных гербов.

## Коморовские гербаКорчак
Этот род происходит из Аукштайтии, известен с начала XV века.
27 сентября 1469 года венгерский король Матвей пожаловал одного из Коморовских герба Корчак — Петра на Липтове и Ораве — в графское достоинство.
Грамотой императора Франца II от 19 октября 1803 года Игнатий и Киприан Коморовские, с нисходящим потомством, возведены в графское достоинство Королевств Галиции и Лодомерии. Высочайше утверждённым 5 (17) июля 1844 года мнением Государственного совета Игнатий Иванович Коморовский, с нисходящим его потомством, подтверждён в графском достоинстве.
Род графов и дворян Коморовских герба Корчак внесён в родословные книги дворян Царства Польского, Виленской и Ковенской губерний и в матрикул дворянства Курляндской губернии.
Из этого рода:
- Христиан Коморовский (?—1565) — каштелян сандецкий;
- Христофор Коморовский (?—1583) — каштелян сандецкий;
- (предположительно) Мотрона Коморовская — вторая жена Богдана Хмельницкого;
- Адам Игнаций Коморовский (1701—1759) — архиепископ гнезненский и примас Польши с 1748 года;
- ещё трое Коморовских были каштелянами в XVIII веке;
- Тадеуш Коморовский (1895—1966) — польский генерал, во время Второй мировой войны руководил Армией крайовой под кличкой «Бур» (пол. Bór), в 1947—1949 годах — премьер-министр правительства Польши в изгнании;
- графиня Мария Янина Майя Коморовская (род. 1937) — польская актриса;
- графиня Анна Мария Коморовская (род. 1946; по мужу — д`Удекем д`Акоз) — мать бельгийской королевы Матильды;
- граф Бронислав Мария Коморовский (род. 1952) — Президент Польши (2010—2015).

## Коморовские других гербов
гербы Коморовских
- Род Коморовских герба Циолек восходит к середине XV века. Эразм Коморовский герба Циолек был генералом войск польских (?—1837) и получил графский титул в Австрии в 1817 году.
- Из Коморовских герба Доленга более других известны: Самуил (?—1659) был обозным литовским, а Христофор (?—1708) — воеводой брест-литовским.
- Род Коморовских герба Роля внесён в родословные книги Виленской губернии.
- Род Коморовских герба Остоя восходит к началу XV века, внесён в родословные книги Могилёвской губернии[1].

## Источник
- В. Р. Коморовские // Энциклопедический словарь Брокгауза и Ефрона : в 86 т. (82 т. и 4 доп.). — СПб., 1890—1907.
- Gajl T. Polish Armorial Middle Ages to 20th Century. — Gdańsk: L&L, 2007. — ISBN 978-83-60597-10-1. (пол.)
- Adam Boniecki. Herbarz polski (пол.). — Warszawa: skład główny Gebethner i Wolff, 1907. — Т. XI. — С. 1—39. — 397 с.